# Kalvåg
Kalvåg is een plaats in de Noorse gemeente Bremanger, provincie Vestland. Kalvåg telt 335 inwoners (2007) en heeft een oppervlakte van 0,41 km².